# Mahiljouskaja Woblasz
Die Mahiljouskaja Woblasz (belarussisch Магілёўская вобласць; russisch Могилёвская область/Mogiljowskaja Oblast) ist ein Verwaltungsbezirk im Osten von Belarus. Hauptstadt der Woblasz ist Mahiljou (belarussisch Магілёў; russisch Могилёв Mogiljow).
Sie umfasst eine Fläche von rund 29.000 km² und zählt 1.169.200 Einwohner (2004).

## Daten
Die Mahiljouskaja Woblasz nimmt 14 % der Landesfläche von Belarus ein. Hier leben 12,2 % der Bevölkerung des Landes und die Stadt Mahiljou bildet das Gebietszentrum. Zur Woblasz gehören 21 Kreise, 195 Dorfsowjets, 13 Städte, darunter 5 Städte der Gebietsunterordnung und 12 städtische Siedlungen.

## Geschichte
Die Mahiljouskaja Woblasz wurde am 15. Januar 1938 innerhalb der Weißrussischen SSR im Zuge der Gebietseinteilung gebildet. Am 20. September 1944 wurden vier Rajons zur Bildung der Babrujskaja Woblasz ausgegliedert, die bei deren Auflösung am 8. Januar 1954 zur Mahiljouskaja Woblasz zurückkamen.
Im Zuge der Beseitigung der Folgen der Tschernobyl-Katastrophe wurden bis 2010 die Bewohner von 141 Siedlungen in der Mahiljouskaja Woblasz  evakuiert und 88 Siedlungen begraben. In der Zeit nach dem Unfall wurden mehr als 21.500 Menschen in saubere Gebiete der Republik umgesiedelt, was zu einem Bevölkerungsrückgang der Region um etwa 7 % führte. Die am stärksten kontaminierten Gebiete sind die Bezirke (Rajon) Bychau, Kaszjukowitschy, Krasnapolle, Slauharad und Tscherykau; Diese Gebiete sind nicht nur mit Cäsium-137, dem wichtigsten dosisbildenden Nuklid, sondern auch mit Strontium-90 kontaminiert. 14 Bezirke der Region Mahiljouskaja mit einer Fläche von 11.200 km² wurden radioaktiv kontaminiert, was 38,6 % der Gesamtfläche der Region entspricht. Anfang 2010 lebten knapp 119.500 Menschen in 778 Siedlungen in radioaktiv kontaminierten Gebieten.

## Rajone
- Rajon Assipowitschy
- Rajon Babrujsk
- Rajon Bjalynitschy
- Rajon Bychau
- Rajon Chozimsk
- Rajon Drybin
- Rajon Hlusk
- Rajon Horki
- Rajon Kaszjukowitschy
- Rajon Kirausk
- Rajon Klimawitschy
- Rajon Klitschau
- Rajon Krasnapolle
- Rajon Kruhlaje
- Rajon Krytschau
- Rajon Mahiljou
- Rajon Mszislau
- Rajon Schklou
- Rajon Slauharad
- Rajon Tschawussy
- Rajon Tscherykau

## Städte
Die Einwohnerzahlen der aufgeführten Städte geben den Stand am 1. Januar 2004 wieder. Die ggf. abweichende russische Bezeichnung wird in Kursivschrift angegeben.
- Mahiljou Mogiljow – 365.100
- Babrujsk Bobruisk – 220.800
- Assipowitschy Ossipowitschi – 34.700
- Horki Gorki – 34.000
- Krytschau Kritschew – 28.200
- Bychau Bychow – 17.300
- Kaszjukowitschy Kostjukowitschi – 16.100
- Klimawitschy Klimowitschi – 16.000
- Schklou Schklow – 15.900
- Mszislau Mstislawl – 11.700
- Tschawussy Tschaussy – 10.800
- Tscherykau Tscherikow – 8.400
- Slauharad Slawgorod – 8.300